# Villebarou
Villebarou är en kommun i departementet Loir-et-Cher i regionen Centre-Val de Loire i de centrala delarna av Frankrike. Kommunen ligger i kantonen Blois 1er Canton som tillhör arrondissementet Blois. År 2022 hade Villebarou 2 558 invånare.

## Befolkningsutveckling
Antalet invånare i kommunen Villebarou
| Referens: INSEE |